# Малиновский, Аркадиуш
Аркадиуш Малиновский (пол. Arkadiusz Malinowski, 5 мая 1975, Барлинек — 1 января 2024) — польский басист, вокалист и сессионный музыкант.

## Биография
В 1999—2003 годах сотрудничал с группой Czerwone gitary, где заменил Бернарда Дорновски, покинувшего группу из-за проблем со здоровьем. В альбоме O.K. есть его композиция под названием «Wyluzuj przyjacielu», хотя он и не был участником группы. Он покинул группу в 2003 году и был заменен Аркадиушем Вишневским. Затем он занялся сольной карьерой в группе Malinabend. В качестве сессионного музыканта он сотрудничал с Мареком Радули, Гжегожем Гжибом, Адамом Балдыхом, Мацеем Кочинским и Войтеком Хоффманном (среди прочих он отыграл тур с Нилом Зазой и концерт в Польше с The Aristocrats, а также записал партии баса для сольных альбомов Войтека Хоффмана — Drzewa и Behind the Windows). С Адамом Балдыхом он записал альбом Moje miasto.

## Дискография
- 2003 Древо (альбом Войтека Хоффмана)[6]
- 2005 О.К. (с Czerwone Gitary, хотя он и не был участником группы, его композиция есть в альбоме)
- 2007 Мой город (альбом Адама Балдыха)[6]
- 2015 За окнами (альбом Войтека Хоффмана)[8]